# Leica S2
Leica S2 — среднеформатный цифровой однообъективный зеркальный фотоаппарат фирмы Leica Camera. Всего в линейке выпущено три модели:
- Leica S2 — автофокусный среднеформатный цифровой однообъективный зеркальный фотоаппарат, анонсированный 23 сентября 2008 года на Photokina 2008. Главной особенностью является большой сенсор, разработанный специально для этой камеры фирмой Kodak и имеющий разрешение 37,5 мегапикселей при размерах 45×30 мм, что по площади на 56 % больше полного кадра малого формата[2].
- Leica S2-P — более дорогой вариант камеры, отличается наличием сапфирового стекла на дисплее и расширенной технической поддержкой (предоставление замены на время ремонта и т. п.), так называемой платиновой гарантией[3].
- Leica S3 — ожидавшийся на выставке Photokina 2012, но так и не представленный фотоаппарат[4].

## Объективы
Специально для фотоаппарата выпускается линейка объективов, имеющих два исполнения: с центральным затвором и без него. При установке объектива, оснащённого центральным затвором, появляется возможность выбора штатного фокального затвора камеры или апертурного затвора объектива, как в среднеформатных студийных фотоаппаратах Hasselblad и Mamiya. При работе центрального затвора фокальный выполняет роль светозащитной шторки. В линейку входят:
- Super-Elmar-S 24mm f/3.5 ASPH;
- Elmarit-S 30mm f/2.8 ASPH;
- Summarit-S 35mm f/2.5 ASPH;
- Elmarit-S 45mm f/2.8 ASPH (CS);
- Summarit-S 70mm f/2.5 ASPH;
- Leica Summicron-S 100 f/2 ASPH;
- APO-Macro-Summarit-S 120mm f/2.5 (CS);
- TS-APO-Elmar-S 120mm f/5.6 ASPH;
- APO-Elmar-S 180mm f/3.5;
- Vario-Elmar-S 30−90mm f/3.5-5.6 ASPH.

## Конкуренция
Цифровые среднеформатные фотоаппараты испытывают конкуренцию со стороны цифровых фотоаппаратов с полнокадровой матрицей, что побуждает их развиваться, но они не конкурируют с ними из-за очень существенной разницы в цене. Поскольку матрица Leica S2 интегрирована в фотоаппарат, а не в сменный цифровой задник, который можно заменить на рольфильм для плёнки, Leica S2 не ориентирован на фотографов, снимающих как на матрицу, так и на плёнку. К фотоаппаратам с интегрированной матрицей относится и Pentax 645D.